# DPPA2
DPPA2 (англ. Developmental pluripotency associated 2) – білок, який кодується однойменним геном, розташованим у людей на короткому плечі 3-ї хромосоми.  Довжина поліпептидного ланцюга білка становить 298 амінокислот, а молекулярна маса — 33 784.
| 10         |  | 20         |  | 30         |  | 40         |  | 50         |
| ---------- |  | ---------- |  | ---------- |  | ---------- |  | ---------- |
| MSDANLDSSK |  | KNFLEGEVDD |  | EESVILTLVP |  | VKDDANMEQM |  | EPSVSSTSDV |
| KLEKPKKYNP |  | GHLLQTNEQF |  | TAPQKARCKI |  | PALPLPTILP |  | PINKVCRDTL |
| RDWCQQLGLS |  | TNGKKIEVYL |  | RLHRHAYPEQ |  | RQDMPEMSQE |  | TRLQRCSRKR |
| KAVTKRARLQ |  | RSYEMNERAE |  | ETNTVEVITS |  | APGAMLASWA |  | RIAARAVQPK |
| ALNSCSIPVS |  | VEAFLMQASG |  | VRWCVVHGRL |  | LSADTKGWVR |  | LQFHAGQAWV |
| PTTHRRMISL |  | FLLPACIFPS |  | PGIEDNMLCP |  | DCAKRNKKMM |  | KRLMTVEK   |

A: Аланін

C: Цистеїн

D: Аспарагінова кислота

E: Глутамінова кислота

F: Фенілаланін

G: Гліцин

H: Гістидин

I: Ізолейцин

K: Лізин

L: Лейцин

M: Метіонін

N: Аспарагін

P: Пролін

Q: Глутамін

R: Аргінін

S: Серин

T: Треонін

V: Валін

W: Триптофан

Задіяний у таких біологічних процесах як транскрипція, регуляція транскрипції, поліморфізм. 
Локалізований у ядрі.